# Jean Lion
Jean Lion (Parigi, 6 settembre 1910 – Parigi, 18 novembre 1957) è stato un imprenditore e partigiano francese noto principalmente per essere stato il terzo marito di Joséphine Baker.
Commerciante di zucchero con la Jean Lion et Cie, aviatore, sposò l'artista il 30 novembre 1937 a Crèvecœur-le-Grand. Joséphine Baker acquisì in questa occasione la nazionalità francese. La coppia divorziò il 2 aprile 1941.
Jean Lion era di origine ebraica e diverse fonti indicano che Josephine Baker si convertì al giudaismo in occasione del loro matrimonio.
Con l'avvento della repubblica di Vichy, Jean Lion fu vittima della legislazione antisemita. Durante la seconda guerra mondiale fece parte della resistenza combattendo in Nord Africa e Alsazia. Fu ferito in combattimento e ricevette diverse decorazioni.
Morì prematuramente nel 1957 a causa dell'epidemia di influenza asiatica.